# Kunzea pulchella
Kunzea pulchella là một loài thực vật có hoa trong Họ Đào kim nương. Loài này được (Lindl.) A.S.George mô tả khoa học đầu tiên năm 1966.